# Copa del Mundo de ciclismo en pista de 2001

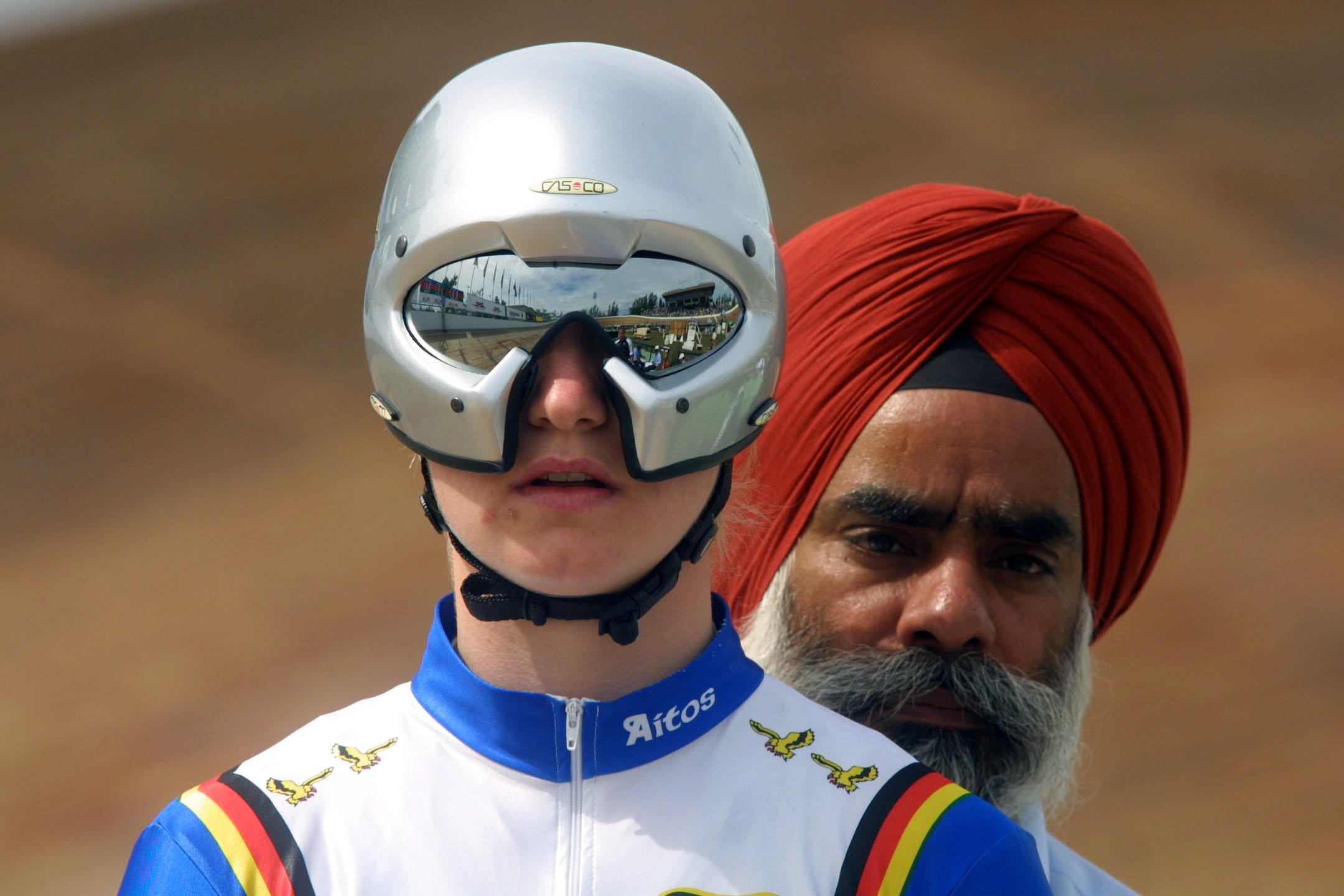
Katrin Meinke, tercera en velocidad en Ipoh

La Copa del Mundo de ciclismo en pista de 2001 es la 9.º edición de la Copa del Mundo de ciclismo en pista. Se celebra del Del 25 de mayo al 26 de agosto de 2001 con la disputa de cinco pruebas.

## Pruebas
| Fecha                   | Lugar            |
| ----------------------- | ---------------- |
| 25-27 de mayo de 2001   | Cali             |
| 8-10 de junio de 2001   | Szczecin         |
| 29-1 de junio de 2001   | Pordenone        |
| 10-12 de agosto de 2001 | Ciudad de México |
| 24-26 de agosto de 2001 | Ipoh             |

## Resultados

### Masculinos
| Evento                  | Ganador                                                             | Segundo                                               | Tercero                                                                    |
| Cali                    | Cali                                                                | Cali                                                  | Cali                                                                       |
| ----------------------- | ------------------------------------------------------------------- | ----------------------------------------------------- | -------------------------------------------------------------------------- |
| Keirin                  | Laurent Gané                                                        | Jens Fiedler                                          | Labros Vasilopoulos                                                        |
| Km. contrarreloj        | Chris Hoy                                                           | Hervé Robert Thuet                                    | Carsten Bergemann                                                          |
| Velocidad               | Laurent Gané                                                        | Matthias John                                         | José Antonio Villanueva                                                    |
| Velocidad por equipos   | Carsten Bergemann Matthias John Jens Fiedler                        | Mickaël Bourgain Laurent Gané Hervé Robert Thuet      | Chris Hoy Alwyn Mcmath Andrew Slater                                       |
| Persecución             | Stefan Steinweg                                                     | Hayden Godfrey                                        | Damien Pommereau                                                           |
| Persecución por equipos | Hayden Godfrey Gregory Henderson Matthew Randall Lee Vertongen      | Arles Castro Leonardo Duque Víctor Herrera José Serpa | Javier Carrión Sergi Escobar Cristóbal Forcadell Asier Maeztu              |
| Puntuación              | Gregory Henderson                                                   | Leonardo Duque                                        | Robert Sassone                                                             |
| Madison                 | Stefan Steinweg Erik Weispfennig                                    | Juan Curuchet Edgardo Simón                           | Alexander Aeschbach Franco Marvulli                                        |
| Szczecin                |                                                                     |                                                       |                                                                            |
| Keirin                  | Pavel Buráň                                                         | Jaroslav Jeřábek                                      | Viesturs Berzins                                                           |
| Km. contrarreloj        | Teun Mulder                                                         | Stefan Nimke                                          | Andriy Vynokourov                                                          |
| Velocidad               | Roberto Chiappa                                                     | Pavel Buráň                                           | Viesturs Bērziņš                                                           |
| Velocidad por equipos   | Grzegorz Krejner Łukasz Kwiatkowski Marcin Mientki                  | Sergiy Ruban Igor Troyanovsky Andrei Vynokurov        | Stefan Nimke Eyk Pokorny René Wolff                                        |
| Persecución             | Jens Lehmann                                                        | Alexandre Symonenko                                   | Aleksei Màrkov                                                             |
| Persecución per equipos | Christian Bach Jens Lehmann Andreas Müller Sébastian Siedler        | Paul Manning Bryan Steel Phillip West Bradley Wiggins | Sergiy Chernyavsky Aleksander Klimenko Roman Kononenko Alexandre Symonenko |
| Puntuación              | Franz Stocher                                                       | Vasyl Yakovlev                                        | Milan Kadlec                                                               |
| Madison                 | Alexander Aeschbach Franco Marvulli                                 | Robert Slippens Danny Stam                            | Roland Garber Franz Stocher                                                |
| Pordenone               |                                                                     |                                                       |                                                                            |
| Keirin                  | Ainārs Ķiksis                                                       | Yuji Yamada                                           | Marty Nothstein                                                            |
| Km. contrarreloj        | Sören Lausberg                                                      | Marty Nothstein                                       | Hervé Robert Thuet                                                         |
| Velocidad               | Laurent Gané                                                        | Mickaël Bourgain                                      | Ainārs Ķiksis                                                              |
| Velocidad por equipos   | José Antonio Escuredo Salvador Meliá Christopher Aguilar            | Grzegorz Krejner Zielinski Marcin Mientki             | Roberto Chiappa Marco Brossa McFarlane                                     |
| Persecución             | Thomas Liese                                                        | Bradley Wiggins                                       | Ruslan Pidgornyy                                                           |
| Persecución por equipos | Ruslan Pidgornyy Alexander Fedenko Boris Gapych Sergiy Chernyavskyy | Reino Unido                                           | Australia                                                                  |
| Puntuación              | Cho Ho-sung                                                         | Devid Garbelli                                        | Alexander Fedenko                                                          |
| Ciudad de México        |                                                                     |                                                       |                                                                            |
| Keirin                  | José Antonio Villanueva                                             | Grzegorz Krejner                                      | Craig McLean                                                               |
| Km. contrarreloj        | Arnaud Tournant                                                     | Mark Renshaw                                          | Grzegorz Krejner                                                           |
| Velocidad               | Roberto Chiappa                                                     | Jeffrey Labauve                                       | Arnaud Duble                                                               |
| Velocidad por equipos   | Mickaël Bourgain Arnaud Duble Arnaud Tournant                       | Takahiro Ara Koji Hamada Keichi Omori                 | Jeffrey Labauve Giddeon Massie Joshua Weir                                 |
| Persecución             | Damien Pommereau                                                    | Sergi Escobar                                         | Aleksei Markov                                                             |
| Persecución por equipos | Aleksei Màrkov Vladislav Boríssov Vladímir Karpets Alexander Serov  | Países Bajos ·                                        | Chile ·                                                                    |
| Puntuación              | Robert Sassone                                                      | Marco Arriagada                                       | Joan Llaneras                                                              |
| Madison                 | Miquel Alzamora Joan Llaneras                                       | Rusia                                                 | Países Bajos                                                               |
| Ipoh                    |                                                                     |                                                       |                                                                            |
| Keirin                  | Jobie Dajka                                                         | Florian Rousseau                                      | Marty Nothstein                                                            |
| Km. contrarreloj        | Stefan Nimke                                                        | Mark Renshaw                                          | Hervé Gané                                                                 |
| Velocidad               | Jobie Dajka                                                         | Matthias John                                         | René Wolff                                                                 |
| Velocidad por equipos   | Matthias John René Wolff Stefan Nimke                               | Florian Rousseau Jérôme Hubschwerlin Hervé Gané       | Kifoyumi Nagai Takashi Kaneko Umezaku Sano                                 |
| Persecución             | Franco Marvulli                                                     | Noriyuki Iijima                                       | Vadim Kravchenko                                                           |
| Persecución por equipos | Marc Altman Leif Lampater Christian Muller Bernhard Wachter         | Blaha Hlavac Kesl Kozuvek                             | Kazajistán                                                                 |
| Puntuación              | Matthew Gilmore                                                     | Jimmi Madsen                                          | James Carney                                                               |
| Madison                 | Franco Marvulli Alexander Aeschbach                                 | James Carney Colby Pearce                             | Matthew Gilmore Wouter Van Mechelen                                        |

### Femeninos
| Evento              | Ganadora                | Segunda               | Tercera               |
| Cali                | Cali                    | Cali                  | Cali                  |
| ------------------- | ----------------------- | --------------------- | --------------------- |
| 500 m. contrarreloj | Natallia Tsylinskaya    | Nancy Contreras       | Svetlana Grankovskaya |
| Velocidad           | Natallia Markovnichenko | Svetlana Grankovskaya | Tanya Lindenmuth      |
| Persecución         | María Luisa Calle       | Emma Davies           | Elena Tchalykh        |
| Puntuación          | Belem Guerrero          | Teodora Ruano         | Katherine Bates       |
| Szczecin            |                         |                       |                       |
| 500 m. contrarreloj | Natallia Markovnichenko | Irina Janovich        | Oksana Grishina       |
| Velocidad           | Natallia Markovnichenko | Svetlana Grankovskaya | Oksana Grishina       |
| Persecución         | Leontien van Moorsel    | Katherine Bates       | Lada Kozlíková        |
| Puntuación          | Leontien van Moorsel    | Katherine Bates       | Mirella van Melis     |
| Pordenone           |                         |                       |                       |
| 500 m. contrarreloj | Natallia Markovnichenko | Irina Ianovich        | Oksana Grishina       |
| Velocidad           | Natallia Markovnichenko | Svetlana Grankovskaya | Oksana Grishina       |
| Persecución         | Olga Slyusareva         | Anouska van der Zee   | Alison Wright         |
| Puntuación          | Olga Slyusareva         | Rochelle Gilmore      | Anke Wichmann         |
| Ciudad de México    |                         |                       |                       |
| 500 m. contrarreloj | Nancy Contreras         | Tammy Thomas          | Lori-Ann Muenzer      |
| Velocidad           | Nancy Contreras         | Tammy Thomas          | Céline Nivert         |
| Persecución         | Sarah Ulmer             | Anouska van der Zee   | Erin Mirabella        |
| Puntuación          | Belem Guerrero          | Anouska van der Zee   | Erin Mirabella        |
| Ipoh                |                         |                       |                       |
| 500 m. contrarreloj | Lori-Ann Muenzer        | Katrin Meinke         | Wang Yan              |
| Velocidad           | Lori-Ann Muenzer        | Kerrie Meares         | Katrin Meinke         |
| Persecución         | Christina Becker        | Diana Žiliūtė         | Katherine Bates       |
| Puntuación          | Christina Becker        | Cathy Moncassin       | Erin Carter           |

## Clasificaciones
| Rang | País/Equip     | Cali | Szczecin | Pordenone | C. Mèxic | Ipoh | Total |
| ---- | -------------- | ---- | -------- | --------- | -------- | ---- | ----- |
| 1    | Alemania       | 88   | 82       | 70        | -        | 111  | 351   |
| 2    | Francia        | 83   | 33       | 33        | 92       | 55   | 296   |
| 3    | Estados Unidos | 59   | -        | 34        | 90       | 52   | 235   |
| 4    | Australia      | 61   | 20       | 42        | 13       | 85   | 221   |
| 5    | Rusia          | 34   | 38       | 65        | 36       | 25   | 198   |
| 6    | Países Bajos   | -    | 73       | 29        | 66       | -    | 168   |
| 7    | Ucrania        | -    | 69       | 70        | -        | -    | 139   |
| 8    | Reino Unido    | 35   | 50       | 31        | 15       | 8    | 139   |
| 9    | Italia         | -    | 31       | 49        | 58       | -    | 138   |
| 10   | España         | 45   | 6        | 23        | 58       | -    | 132   |

### Masculins
| Pos. | Ciclista         | Cal | Szc | Por | Mex | Ipo | Pts |
| 1.   | Pavel Buráň      | 5   | 12  | -   | -   | -   | 17  |
| 2.   | Josiah Ng On Lam | -   | 6   | 3   | -   | 7   | 16  |
| -    | Marty Nothstein  | -   | -   | 8   | -   | 8   | 16  |
| 4.   | Jaroslav Jeřábek | -   | 10  | 5   | -   | -   | 15  |
| -    | Craig McLean     | -   | 7   | -   | 8   | -   | 15  |

| Pos. | Ciclista         | Cal | Szc | Por | Mex | Ipo | Pts |
| 1.   | Mark Renshaw     | 7   | -   | -   | 10  | 10  | 27  |
| 2.   | Stefan Nimke     | -   | 10  | -   | -   | 12  | 22  |
| 3.   | Hervé Thuet      | 10  | -   | 8   | -   | -   | 18  |
| 4.   | Teun Mulder      | -   | 12  | 4   | -   | -   | 16  |
| 5.   | Grzegorz Krejner | -   | 7   | -   | 8   | -   | 15  |

| Pos. | Ciclista         | Cal | Szc | Por | Mex | Ipo | Pts |
| 1.   | Roberto Chiappa  | -   | 12  | -   | 12  | -   | 24  |
| -    | Laurent Gané     | 12  | -   | 12  | -   | -   | 24  |
| 3.   | Mickaël Bourgain | 7   | -   | 10  | 6   | -   | 23  |
| 4.   | Matthias John    | 10  | -   | -   | -   | 10  | 20  |
| 5.   | Jobie Dajka      | 5   | -   | -   | -   | 12  | 17  |

| Pos. | Ciclista         | Cal | Szc | Por | Mex | Ipo | Pts |
| 1.   | Damien Pommereau | 8   | 4   | -   | 12  | -   | 24  |
| 2.   | Sergi Escobar    | 7   | -   | -   | 10  | -   | 17  |
| 3.   | Aleksei Màrkov   | -   | 8   | -   | 8   | -   | 16  |
| 4.   | Robert Karsnicki | -   | 5   | 4   | 5   | -   | 14  |
| -    | Franco Marvulli  | -   | 2   | -   | -   | 12  | 14  |

| Pos. | Equip    | Cal | Szc | Por | Mex | Ipo | Pts |
| 1.   | Alemania | 12  | 8   | -   | -   | 12  | 32  |
| -    | Francia  | 10  | -   | -   | 12  | 10  | 32  |
| 3.   | Japón    | 5   | -   | 6   | 10  | 8   | 29  |
| 4.   | Polonia  | -   | 12  | 10  | -   | -   | 22  |
| 5.   | Italia   | -   | 3   | 8   | 6   | -   | 17  |
| -    | Ucrania  | -   | 10  | 7   | -   | -   | 17  |

| Pos. | Equip        | Cal | Szc | Por | Mex | Ipo | Pts |
| 1.   | Alemania     | -   | 12  | 1   | -   | 12  | 25  |
| 2.   | Reino Unido  | -   | 10  | 10  | -   | -   | 20  |
| -    | Ucrania      | -   | 8   | 12  | -   | -   | 20  |
| 4.   | Chile        | -   | 2   | 7   | 8   | -   | 17  |
| 5.   | España       | 8   | -   | 3   | 5   | -   | 16  |
| -    | Países Bajos | -   | 6   | -   | 10  | -   | 16  |

| Pos. | Ciclista          | Cal | Szc | Por | Mex | Ipo | Pts |
| 1.   | James Carney      | 7   | -   | -   | 7   | 8   | 22  |
| 2.   | Robert Sassone    | 8   | -   | -   | 12  | -   | 20  |
| 3.   | Franz Stocher     | -   | 12  | 7   | -   | -   | 19  |
| 4.   | Glen Thompson     | -   | 5   | 2   | -   | 6   | 13  |
| 5.   | Ho-Sung Cho       | -   | -   | 12  | -   | -   | 12  |
| -    | Matthew Gilmore   | -   | -   | -   | -   | 12  | 12  |
| -    | Gregory Henderson | 12  | -   | -   | -   | -   | 12  |

| Pos. | Ciclista       | Cal | Szc | Por | Mex | Ipo | Pts |
| 1.   | Suiza          | 8   | 12  | 3   | -   | 12  | 35  |
| 2.   | España         | 7   | -   | 3   | 12  | -   | 22  |
| 3.   | Estados Unidos | 6   | -   | -   | 6   | 10  | 22  |
| 4.   | Rusia          | 4   | 4   | 3   | 10  | 1   | 22  |
| 5.   | Países Bajos   | -   | 10  | -   | 8   | -   | 18  |

### Femeninos
| Pos. | Ciclista             | Cal | Szc | Por | Mex | Ipo | Pts |
| 1.   | Belem Guerrero       | 12  | -   | -   | 12  | -   | 24  |
| 2.   | Katherine Bates      | 8   | 10  | -   | -   | 3   | 21  |
| 3.   | Erin Mirabella       | 6   | -   | -   | 8   | 6   | 20  |
| 4.   | Mandy Poitras        | 7   | -   | -   | 6   | -   | 13  |
| 5.   | Christina Becker     | -   | -   | -   | -   | 12  | 12  |
| -    | Olga Slyusareva      | -   | -   | 12  | -   | -   | 12  |
| -    | Leontien van Moorsel | -   | 12  | -   | -   | -   | 12  |

| Pos. | Ciclista                | Cal | Szc | Por | Mex | Ipo | Pts |
| 1.   | Natallia Markovnichenko | 12  | 12  | 12  | -   | -   | 36  |
| 2.   | Nancy Contreras         | 10  | 4   | 7   | 12  | -   | 33  |
| 3.   | Lori-Ann Muenzer        | 2   | 8   | -   | 8   | 12  | 30  |
| 4.   | Katrin Meinke           | -   | 10  | -   | -   | 10  | 20  |
| 5.   | Oksana Grishina         | -   | 7   | 8   | -   | -   | 15  |
| -    | Irina Janovich          | -   | 5   | 10  | -   | -   | 15  |

| Pos. | Ciclista                | Cal | Szc | Por | Mex | Ipo | Pts |
| 1.   | Natallia Markovnichenko | 12  | 12  | 12  | -   | -   | 36  |
| 2.   | Svetlana Grankovskaya   | 10  | 10  | 10  | -   | -   | 30  |
| 3.   | Susan Panzer            | 7   | -   | 6   | -   | 6   | 19  |
| 4.   | Nancy Contreras         | 2   | 2   | -   | 12  | -   | 16  |
| -    | Oksana Grishina         | -   | 8   | 8   | -   | -   | 16  |
| -    | Kerrie Meares           | 6   | -   | -   | -   | 10  | 16  |

| Pos. | Ciclista            | Cal | Szc | Por | Mex | Ipo | Pts |
| 1.   | Katherine Bates     | 7   | 10  | -   | -   | 8   | 25  |
| 2.   | Erin Mirabella      | 6   | -   | -   | 8   | 7   | 21  |
| 3.   | Anouska van der Zee | -   | -   | 10  | 10  | -   | 20  |
| 4.   | Christina Becker    | -   | 6   | -   | -   | 12  | 18  |
| 5.   | Emma Davies         | 10  | 7   | -   | -   | -   | 17  |